# Crawfurdia campanulacea
Crawfurdia campanulacea är en gentianaväxtart som beskrevs av Nathaniel Wallich, Amp; Griff. och C. B. Clarke in Hook. f.. Crawfurdia campanulacea ingår i släktet Crawfurdia och familjen gentianaväxter. Inga underarter finns listade i Catalogue of Life.